# Johann Ernst Immanuel Walch

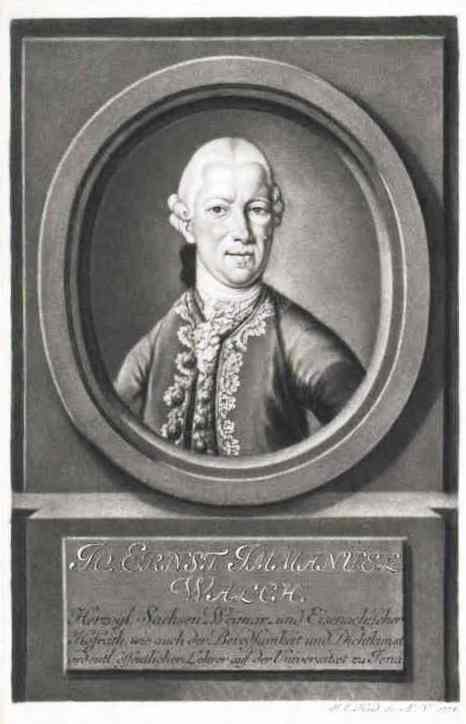
Johann Ernst Immanuel Walch

Johann Ernst Immanuel Walch (* 29. August 1725 in Jena; † 1. Dezember 1778 in Jena) war ein deutscher Rhetoriker, Philologe und Geologe.

## Leben
Walch war ein Sohn des Professors der Theologie Johann Georg Walch und dessen Frau Charlotte Katharina Buddeus, Tochter des Historikers Johann Franz Buddeus. Nach anfänglicher Ausbildung durch Privatlehrer und durch seinen Vater studierte er semitische Sprachen, Naturwissenschaften und Mathematik an der Universität Jena. Nach Studien bei Johann Gottfried Tympe, Johann Leonard Reckenberger (* 1702 in Regensburg; † 19. Mai 1773 in Apolda), Christian Gottlieb Buder (* 29. Oktober 1693 in Kittlitz; † 9. Dezember 1763 in Jena), Johann Peter Reusch, Joachim Georg Darjes, Georg Erhard Hamberger und Basilius Christian Bernhard Wiedeburg erwarb er am 18. Dezember 1745 den akademischen Grad eines Magisters der Philosophie. Anschließend hielt er exegetische Vorlesungen und unternahm 1747 gemeinsam mit seinem Bruder Christian Wilhelm Franz Walch eine Kavaliersreise.
Diese führte beide durch verschiedene deutsche Städte. Dann erkundeten sie die Niederlande, Frankreich die Schweiz und Italien. Nachdem sie sich einen umfangreichen Eindruck ausländischer Bildungseinrichtungen verschafft hatten, kehrten sie 1748 wieder nach Jena zurück. 1750 wurde er außerordentlicher Professor der Philosophie, 1754 ordentlicher Professor für Logik und Metaphysik, 1759 für Rhetorik und Poetik. Walch beteiligte sich auch an den organisatorischen Aufgaben der Salana. So war er einige Male Dekan der philosophischen Fakultät und war in den Sommersemestern 1760 sowie 1770 Rektor der Alma Mater. Er erhielt 1770 den Titel eines Hofrats von Sachsen-Weimar.
Er avancierte 1752 zum Direktor der lateinischen Gesellschaft in Jena, war Herausgeber der Zeitschrift Der Naturforscher (1774–1778) und von 1749 bis 1756 Mitherausgeber der Jenaischen gelehrten Zeitungen. Zudem war er Beisitzer der königlich preußischen Gesellschaft der Wissenschaften in Frankfurt an der Oder, der Königlich Norwegischen Gesellschaft in Trondheim, der kurfürstlich-Mainzerischen Gesellschaft in Erfurt, der akademischen Gesellschaft in Rom, der columbarischen Gesellschaft in Florenz, der deutschen Gesellschaft der höheren Wissenschaften in Jena, der Gesellschaft der Altertümer in Kassel, der deutschen Gesellschaft in Bremen, der lateinischen Gesellschaft in Karlsruhe, der Gesellschaft Naturforschender Freunde zu Berlin und der Naturforschenden Gesellschaft in Danzig.
Bereits 1771 führte Walch die Bezeichnung Trilobit in seinen geologischen Schriften ein, diese konnte sich aber erst am Anfang des 19. Jahrhunderts in der Wissenschaft allgemein durchsetzten. (J. E. I. Walch: Die Naturgeschichte der Versteinerungen zur Erläuterung der Knorrischen Sammlung von Merkwürdigkeiten der Natur. Nürnberg 1771). Seine geologische und Fossilien-Sammlung ist als Teil der Geologischen Sammlung der Universität Jena bis heute erhalten.
Walch verheiratete sich am 27. Dezember 1753 mit Wilhelmina Fides Friederika Hallbauer (* 21. Oktober 1732 in Jena; † 26. Juni 1805 ebd.), die einzige Tochter des Professors der Theologie Friedrich Andreas Hallbauer. Die Ehe blieb kinderlos.

## Ehrungen
Nach Walch sind die fossilen Pflanzengattungen Walchia Sternb., Walchianthus Florin, Walchiopremnon Florin und Walchiostrobus Florin benannt.

## Werke
- Commentatio I, qua antiquorum Christianorum doctorum de iure iurando sententias percensetur, ac venerando patri de suscepto regimine academico gratulatur. Ritter, Jena 1744. (Digitalisat)
- Commentatio II, qua antiquorum Christianorum doctorum de iure iurando sententiae percensentur et diiudicantur. Ritter, Jena 1744.
- Commentatio de magistris veterum Romanorum, qua Jo. Frickium de fummis in Philosophia honoribus suo fratrumque nomine gratulatione prosequitur. Ritter, Jena 1745. (Digitalisat)
- Dissertatio de vinculis Apostoli Paulli ex antiquitatum prosanarum monimentis illustratis. Ritter, Jena 1746. (Digitalisat)
- Diatribe de ortu et progressu artis criticae apud veteres Romanos. Ritter, Jena 1747. (Digitalisat)
- Diatribe de arte critica veterum Romanorum. Ritter, Jena 1748. (Digitalisat)
- Diatribe De Arte Critica Vetervm Romanorvm. Diatribe Posterior. Ritter, Jena 1749. (Digitalisat)
- De arta critica veterum Romanorum Liber. Editio secunda auctior et emendatior. Jena 1757.
- Christophori Cellarii Compendium Antiquitatum Romanarum, nunc ex Mauuscripto libro integro editum et adnotationibus illustratum. Waisenhaus, Halle 1748. (Digitalisat)
  - 1. de asse Romanorum.
  - 2. de nominibus Romanorum, ex Car. Sigonio et Onuphio Panvinio.
  - 3. de ritu conviviorum apud Romanos ex Justo Lipsio.
  - 4. de nuptiis, susceptione, educatione liberorum atque adoptionibus.
  - 5. de aedificiis ас supellectili veterum Romanorum.
- Kurze Einleitung in die Geschichte der Evangelisten; zum Gebrauch seiner academischen Vorlesungen aufgesetzt. Jena 1748.
- Marmor Hispaniae antiquum, vexationis Christianorum Nero nianae insigne documentum, illustratum et viro cel. А. F. Gorio, Basil. bapt. Praepofíto et Hist, Prof. Lycaei Florent, meritissimo, consecratum. Jena 1750. Auch unter dem Titel: Persequutionis Christianorum Nero nianae in Hispania ex antiquis monimentis probandae uberior explanatio, qua multa tam lacrae quam profanae antiquitatis capita explicantur atque illustrantur. Jena 1753.
- Progr. Antiquitates Herculanenses litterarias percenset. Schill, Jena 1750. (Digitalisat)
  - Editio auctior, cui accessit sylloge inscriptiorum, Herculanei, atque in eius confiniis, erutarum. Schill, Jena 1751. (Digitalisat)
- Christianorum sub Diocletiano in Hispania persecutio, quam ex antiquis inscriptionibus percensuit, hasque illustravit etc. Guth, Jena 1751. (Digitalisat)
- Dissertatio de veterum Diis patriis, qua locus Actor. XXIII, 14 illustratur. Schill, Jena 1751. (Digitalisat)
- Progr. Christus carne necatus, spiritu ad vitam revocatus, ad I Petr. III, 18. Jena 1751.
- Panegyricus, Sereniss. Principi ac Domino, Dom. Friderico, Duci Saxon, etc. provinciarum Gothanae et Altenburgensis haeredi Societatis Latinae nomine dictus. Jena 1751.
- Oratio de litterarum Graecarum studio, ad consequendam Latina linguae facultatem perutili; qua Directoris provinciam in ampliss. Societate Latina sollemni ritu suscipit. Jena 1752.
- Diss. de Deo Melitensium, Actor. XXVIII, 6 commemorato. Schill, Jena 1752. (Digitalisat)
- Diss. de Architriclino, ad Joann. II, 8. Schill, Jena 1753. (Digitalisat)
- Diss. epistolica de Apostolorum litteris authenticis a Tertulliano commemoratis etc. Schill, Jena 1752. (Digitalisat)
- Progr. Discipuli Emauntici. Jena 1754.
- Diss. de Publio . . . Melitensium, ad Actor. XXVIII,7. Jena 1754.
- Commentatio de Philosophis veterum eristicis. Jena 1755.
- Diss. de munero apostolico . . ., ad Actor, I, 17. 25. Jena 1755.
- Diss. de mysteriis philosophicis. Schill, Jena 1755. (Digitalisat)
- Progr. de origine symbolorum apud veteres; in Oratione anniversaria Augustanae confessionis memoriae consecrata. Jena 1755.
- Societatis Latinae vota vicennalia solvit, novaque dictae Societatis nomine nuncupat eius Director etc. Jena 1755.
- Diss. de sacris Apostolorum conventibus, ad Actor. II, I. Jena 1755.
- Diss. de natura et indole . . . , ad Actor. II, 13. Jena 1755.
- Diss. de claudo a Petro sanato, ad Actor. III, I. Jena 1755.
- Diss. de Parresia Apostolorum idiotarum. Schill, Jena 1755. (Digitalisat)
- Diss. de sepultnra Ananiae et Sapphirae, ad Actor. V, 6. 10. Jena 1755.
- Dissertatione in Acta Apostolorum, quibus multa antiquitatis sacrae et profanae capita explicantur atque illustrantur. ibid. 1756.
- Diss. de religiosa . . ., ad Actor. VII, 33.
- De discalceatione in sacris . . .
- Diss. de iure veterum Germanorum. Jena 1756.
- Pro itu ac reditu optimi fratris Caroli. Friderici votum solvit libens merito. Jena 1756.
- Diss. Antiquitates Damascenae Actor. IX, 1–25. Jena 1757.
- Diss. de Ethnarcha Judaeorum Damascenorum Paullo insidiantium, Act. IX, 23. 24. coll. 2 Corinth. XI, 32. Jena 1757.
- Diss. de Simone coriario, Actor. X, 6. Jena 1757.
- Diss. de Agabo vate, Actor. XI, 28. Jena 1757.
- Diss. de vinculis Petri, ex antiquitatibus illustratis, Act. XII. Jena 1757.
- Tertium Academiae Jenensis saeculum, a Societate Latina, piis votis faustisque adclamationibus exceptum. Eas collegit, disposuit, atque edidit dictae Societatis Director. Jena 1757.
- Diss. de . . . veterum, Actor. XIII, I. Jena 1759.
- Diss. de Menacheno . . . Herodis, Actor. XIII, I. Jena 1759.
- Diss. Spicilegium antiquitatum Lystrensium. Jena 1759.
- Diss. de Stoicorum disputatione cum Paullo, Jena 1759.
- Diss. . . . Philippensium in PaulIi et Silae caussis, Actor. XVI, 20. Jena 1761.
- Diss. I - IV de sacris veterum fatidicis, Actor. XVI, 16. Jena 1761.
- Diss. Antiquitates Corinthiacae, Actor. XIII. Jena 1761.
- Diss. de potu Servatoris moribundi. Jena 1762 (Resp. J. U. Zorn)
- Das Steinreich, systematisch entworfen. Mit Kupfern. Halle 1762, Halle 1769; 2. Bd. Halle 1764.PDF
- Introductio in linguam Graecam. Jena 1762, Jena 1772.
- Sigillum medici ocularii Romani, nuper in agro Jenensi repertum, et observationibus illustratum. Accedunt reliqua sigilla et inscriptiones medicroum oculariorum veterum. Jena 1764.
- Diss. de philosophia Stoica Horatii. Jena 1764.
- De Deo Taranucno Commentatio. Jena 1766.
- Antiquitates symbolicae, quibus Symboli apostolici historia illustratur. Jena 1772.
- Antiquitates medicae selectae. Jena
- Der Naturforscher (Hrsg.), Halle 1774–1778, 1–12 Stück PDF
- Leben und Charakter des wohlsel. Kirchenraths, D. Joh. Georg Walch u. s. w. Jena 1777.
- Progr. Im. Jac. Alfeni, Vari leg. XXVI Digest. de opere libertorum. 1759.
- Progr. De gemma dactyliothecae Gorlaei P. I. num. 73. 1760.